# 许克什德
许克什德，是匈牙利南部巴奇-基什孔州所辖的一个村，总面积94.21平方公里，总人口4101，人口密度43.53人/平方公里（2005年）。地理坐标为46°17′N 19°00′E。